# Stavas Svedjeskäret
Stora Svedjeskäret est une île de l'archipel de Vaasa en Finlande,.

## Géographie
La superficie de l'île est de 26 hectares et sa longueur maximale est de 0,7 kilomètre dans la direction Est-ouest.